# تاريخ الروبية الإندونيسية
عملة إندونيسيا، الروبية، لها تاريخ طويل يعود إلى الحقبة الاستعمارية. وبسبب فترات عدم الاستقرار الاقتصادي وارتفاع التضخم ، أُعيد تقييم العملة عدة مرات.

## 800–1600 أموال أصلية وجاوية وصينية
أول المنتجات الشبيهة بالعملات المعدنية التي عُثر عليها في إندونيسيا تعود إلى سلالة سيليندران البوذية في القرن التاسع، وكانت تُنتج في إندونيسيا حتى القرن الثاني عشر: ماسا ذهبية وفضية ( إيماس هي الكلمة الإندونيسية الحديثة التي تعني "ذهب")، وتاهيل وكوبانغ، والتي غالبًا ما توصف بحرف ما للماسا أو صورة زهرة خشب الصندل. كما استُخدمت في هذه الفترة أيضًا موتيسالا من جزر سوندا الصغرى، وهي خيوط من الخرز من أصول المحيطين الهندي والهادئ، أنتجتها إمبراطورية سريفيجايا السومطرية، التي امتدت إلى بورنيو، جاوا، وجزر إندونيسيا الشرقية (جزر مالوكو) في القرن الثالث عشر. في الجزر الشرقية، تُحفظ هذه الخرزات كتذكارات حتى الوقت الحاضر، باستخدام خرز صيني الصنع بعد هزيمة سريفيجايا. تلقت إمبراطورية ماجاباهيت، التي أصبحت مهيمنة في جاوة وسومطرة من أواخر القرن الثالث عشر، مع وصول التجار الصينيين، عملات نحاسية مثقوبة تُعرف باسم النقود. قُلدت لاحقًا في إندونيسيا باستخدام القصدير أو الرصاص (قراءة إضافية: العملات النقدية في إندونيسيا).

## العملة الاستعمارية الهولندية 1600–1942
عندما بدأ الأوروبيون بالوصول إلى إندونيسيا، جلبوا معهم عملات ذهبية من البرتغال والبندقية، ودولارات فضية إسبانية من المكسيك، بيرو، وبوليفيا في الإمبراطورية الاستعمارية الإسبانية، مرورًا بالفلبين في جزر الهند الشرقية الإسبانية، لتصبح هذه الأخيرة العملة التجارية السائدة في الأرخبيل لمئات السنين. مُنحت شركة الهند الشرقية الهولندية احتكارًا تجاريًا على جزر الهند الشرقية عام 1600، وتحت قيادة يان بيترسون كوين، اكتسبت حكومة فعالة على الأراضي المحيطة بباتافيا في جاوة، عاصمتها، مع منطقة نفوذ ازدادت بمرور الوقت، التي توسعت في نهاية المطاف مع الغزو الهولندي في القرن 20 لتشمل تقريبًا جميع ما يُعرف الآن بإندونيسيا.
استوردت شركة الهند الشرقية الهولندية في القرن 17 العملات الفضية بشكل رئيسي، على شكل عملات فضية هولندية صغيرة من فئة 1، 2 و6 ستيفر، بالإضافة إلى الدولار الإسباني (أشهر العملات التجارية) والعملات التجارية الهولندية. ساهمت الشركة في توفير عملات أصغر حجمًا من خلال بيع القصدير لدور سك النقود، لكنها لم تنتجه أو تستورده بنفسها عمومًا.
بسبب نقص إمدادات القصدير، بدأت الشركة عام 1724 بإنتاج عملاتها النحاسية الخاصة، وهي عملات دويت تحمل علامة شركة الهند الشرقية الهولندية (VOC)، سُكت في ست مقاطعات في هولندا، واستوردت بأعداد كبيرة خلال القرن الثامن عشر وحتى القرن التاسع عشر. بذلت جهود متقطعة لِسك عملات فضية تحمل علامة شركة الهند الشرقية الهولندية، ولكن استُخدمت في الغالب الفضة الهولندية والإسبانية المستوردة، التي كانت ذات قيمة أعلى في جزر الهند الشرقية. على الرغم من استيراد معظم العملات، إلا أن الفضة (بشكل رئيسي) وبعض عملات الروبية الذهبية سُكت محليًا في القرن 18 وأوائل القرن 19.
ظهرت أول ورقة نقدية بنكية مع تأسيس De Bank Courant en Bank van Leening في عام 1752، صدرت عدد من الإصدارات على مدى السنوات الستين التالية، والتي كانت جميعها تميل إلى فقدان قيمتها بمرور الوقت بسبب نقص العملات المعدنية لدعم الورقة.
أعلنت شركة الهند الشرقية الهولندية إفلاسها في 31 ديسمبر 1799، وأممت حكومة جمهورية باتافيا آنذاك أراضيها، وأصدرت عملاتها الدويتية الخاصة، وأصدرت عملات غولدن فضية عام 1802. سُكت الدويتات بأعداد كبيرة في سورابايا بين عامي 1814 و1840 من الفضة المستوردة من هولندا. في عام 1854، تحول غيلدر/غولدن جزر الهند الهولندية إلى النظام العشري، واستُبدل الدويت بالسنت، وصدرت سلسلة من العملات المعدنية من حتى صدرت جميعها سُكت في هولندا. الفئات الأكبر: 1⁄2، 1 و2، 5، و10 غولدن ذهبي - كانت تُصدر بانتظام في هولندا، وتُتداول جنبًا إلى جنب مع عملات جزر الهند ذات الفئات الأقل. واستمر إصدار هذه السلسلة نفسها حتى الاستقلال عام 1945.
أوقفت الحكومة الأوراق النقدية التضخمية بإصدار أوراق حكومية في عام 1815، وسحبتها في 30 يونيو 1861. تأسس بنك دي جافاسك، البنك المركزي لجزر الهند الهولندية، الذي أصبح في النهاية بنك إندونيسيا، في عام 1828، كان خاضعًا لقواعد تنظيمية أكثر صرامة من البنوك السابقة، وظل قادرًا على الوفاء بالتزاماته المالية.

## 1942-1949 الغزو الياباني واستقلال إندونيسيا - فجر التضخم المفرط في إندونيسيا

### الغزو الياباني

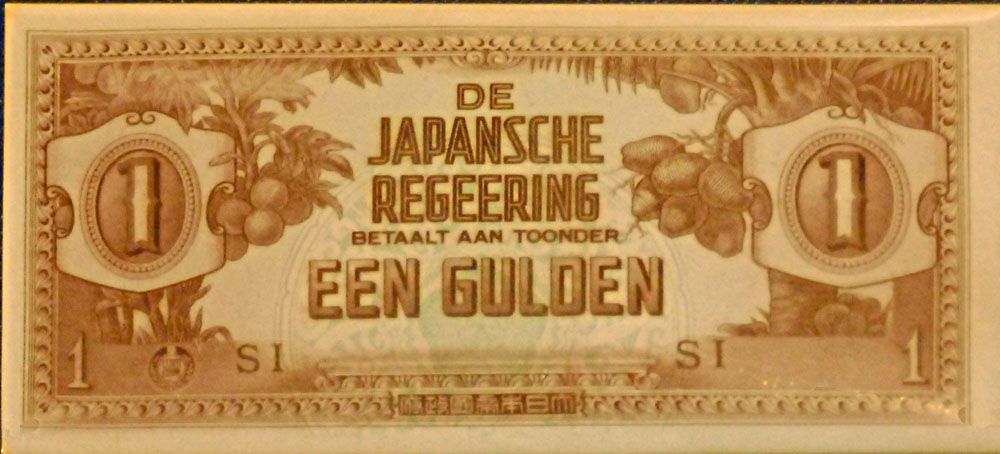
ورقة نقدية من فئة غولدن واحدة، عملة الاحتلال الياباني، جزر الهند الشرقية الهولندية

في ديسمبر 1941، غزا اليابانيون جزر الهند الهولندية، وبحلول مارس 1942، احتلوا معظم المستعمرة. أحضروا على متن سفن غزوهم إصدارهم الخاص من العملة المحلية، الغولدن. تصفية البنوك، بما في ذلك "بنك دي جافاسه" وألغوا التزامات الديون. أصبحت الأوراق النقدية الصادرة عن "دي جابانش ريجيرنج" (الحكومة اليابانية) عملة قانونية اعتبارًا من مارس 1942 (على الرغم من أن الأوراق النقدية الموجودة ظلت صالحة)، مع طباعة الأوراق النقدية من سنت واحد إلى 10 غولدن، بواسطة بنك نانبو كايهاتسو جينكو المتداول الجديد (اعتبارًا من أبريل 1942).
كان من المفترض أن تكون قيمة العملة اليابانية مساوية لقيمة العملة الهولندية القديمة، مع ضرورة سحبها من التداول، لكن الغزاة سرعان ما طبعوا كميات هائلة من النقود، سرعان ما اتضح أن التضخم المفرط كان في طريقه إلى الانتشار، كدس الناس العملة الهولندية. مع نهاية الحرب، تسبب اليابانيون في زيادة هائلة في المعروض من النقود الورقية، من 230 مليون غولدن قبل الحرب، إلى عدة مليارات بعد الحرب. هذا، بالإضافة إلى إجراءات الإدارة الهولندية بعد الحرب، تسبب في تضخم هائل وأضر باستقرار البلاد واقتصادها.
مع استمرار احتلالهم، قرر اليابانيون بحلول عام 1944 أن مصالحهم الاستراتيجية الطويلة الأجل يُمكن تعزيزها بشكل أفضل من خلال تشجيع القومية الإندونيسية، لذلك أصدروا سلسلة ثانية من الأوراق النقدية المطبوعة باللغة الإندونيسية، روبية الهند الهولندية.
ظلت المخزونات الحالية من الأوراق النقدية قيد الاستخدام من قِبل الحكومة الإندونيسية الجديدة حتى طبعت أموالها الخاصة في عام 1946، في حين استمرت طباعة الأوراق النقدية فعليًا حتى أوائل عام 1946 في أجزاء من شرق إندونيسيا (حيث لم يكن للقوميين سيطرة)، كإجراء مؤقت حتى أعاد الهولنديون تأسيس إدارتهم التي كانت قائمة قبل الحرب في جميع الجزر المتناثرة.

### إعادة احتلال الهولنديين/الحلفاء
كانت الحكومة الهولندية، التي كانت في منفاها بلندن، تستعد لانتهاء الحرب، آملة استعادة سيطرتها على مستعمرتها. ولتحقيق ذلك، وإدراكًا للتغير الجذري في الظروف المالية التي ستُصدر فيها هذه الأوراق النقدية، كان من المتوقع أن تكون هناك حاجة لإصدار حكومي، نظرًا لِضعف وضع بنك دي جافاشي الخاص، الذي كان يصدر الأوراق النقدية سابقًا.
طلبت الأوراق النقدية في ديسمبر 1942، طُبعت في الولايات المتحدة بواسطة شركة طباعة الأوراق النقدية "سيكيوريتي بانك". كُتبت عليها علامة "مارس 1943" وعبارة "Nederlandsch-Indische Gouvernementsgulden" مطبوعة باللغة الهولندية، بالإضافة إلى نص إندونيسي إضافي يُشير إلى فئة الأوراق النقدية وكلمة "roepiah". تراوحت فئات الأوراق النقدية بين 50 سين و500 غولدن.
في نهاية الحرب، بدأت الإدارة المدنية لجزر الهند الهولندية التابعة للحلفاء (الجيش) في استعادة السيطرة على جزر الهند الشرقية القديمة. بدأت في إصدار العملة المؤرخة عام 1943 ("غولدن نيكا")، بدءًا من عام 1944 في غينيا الجديدة، وبعد ذلك في مالوكو وبورنيو، كلاهما استُعيد قبل استسلام اليابان في 14 أغسطس 1945. في المناطق الخاضعة لسيطرة نيكا، أُلغي تداول الأوراق النقدية الهولندية قبل الحرب. وعلى الرغم من حقيقة أن نيكا كانت تسيطر على الأجزاء الخارجية من إندونيسيا، إلا أن سلطتها في إملاء قيمة النقود كانت محدودة بسبب الضعف الاقتصادي للإدارة وهولندا نفسها. كَحّل وسط، أعادت نيكا نقد الأوراق النقدية قبل الحرب من 10 غولدن وما دون، ولم يُعاد إصدار الأوراق النقدية ذات القيمة الأعلى لتقليل التأثير التضخمي لوجود عملة ما قبل الحرب بالإضافة إلى أموال نيكا الجديدة المتداولة.
بعد استسلام اليابان، حصلت الإدارة على السيطرة الرسمية على مؤسسات البلاد من قِبل الحلفاء، أُعيد دمج DJB، التي نجت من الحرب بشكل أفضل من المتوقع، في 10 أكتوبر 1945.
على الرغم من أن العمل العسكري الذي قام به الحلفاء في شرق إندونيسيا وكاليمانتان (بورنيو) أدى إلى إدخال عملة نيكا جولدن إلى التداول في تلك المناطق، فإن الانتقال إلى السيطرة الهولندية لم يكن سلسًا في الجزر الرئيسية في جاوة وسومطرة، لم ينجح العمل العسكري للحلفاء في السيطرة إلا على عدد قليل من الجيوب الساحلية، حيث استخدمت الأموال اليابانية، والتي كانت كميات كبيرة منها مخزنة لدى اليابانيين.
واجهت العملة الحمراء (كانت ورقة العشر روبيات حمراء، وربما يكون هناك أيضًا إشارة إلى الدم، حيث لم تكن العملة تحظى بشعبية بين الثوار الإندونيسيين) معارضة قومية لمبدأ العملة التي أصدرها الهولنديون، تفاقمت هذه المعارضة بسبب حقيقة أنه على الرغم من النوايا المعلنة لتبني موقف أقل استعمارية بعد الحرب، طُبعت الأوراق النقدية باللغة الهولندية مع صورة كبيرة للملكة الهولندية فيلهلمينا.
عندما ظهرت أول عملة نيكا في جاوة، أصدر سوكارنو مرسوماً فورياً في 2 أكتوبر 1945، ليعلن أن أوراق نيكا النقدية غير قانونية.
وبسبب افتقارهم إلى السيطرة اللازمة لإصدار النقود بشكل فعال، قرر الهولنديون أنه من غير المستحسن إصدار عملات نيكا في بلدات جاوة وسومطرة، حظروا استيرادها.
مع استمرار اليابان في ممارسة دورها كحكومة محلية في جاوة وسومطرة، كان من الضروري لـ NICA الحفاظ على قيمة العملة اليابانية قدر الإمكان، لأنها كانت الوسيلة الوحيدة المتاحة لهم لسداد الفواتير المتكبدة للحفاظ على النظام. في كثير من الحالات، صدرت تعليمات لليابانيين بطباعة المزيد من النقود، استمرت كمية العملة اليابانية المتداولة في الارتفاع بسرعة: واستمر التضخم الياباني بوتيرة متزايدة. بحلول فبراير 1946، كان قد انفق ملياري عملة يابانية من أصل 2.5 مليار دولار استولى عليها من المطابع الحكومية، وهو مبلغ ضخم مقارنةً بإجمالي التداول قبل الحرب الذي كان أقل من 500 مليون غولدن.
نظراً لتناقص إمدادات النقود، وتدمير ألواح الطباعة في المطابع الرئيسية لإعادة الإصدار، والقلق بين القوات الأوروبية بشأن الدفع بالعملة اليابانية، التي كانت تفقد قيمتها باستمرار، تقرر أخيراً إصدار غولدن نيكا في جاوة في 6 مارس 1946. احتفظت الأوراق النقدية الصادرة قبل الحرب بقيمة 5 غولدن أو أقل فقط بصلاحيتها، وكان من المقرر استبدال العملة اليابانية بسعر صرف 33 إلى 1.
أثار هذا الإجراء غضب الإندونيسيين، ففرضوا عقوبة السجن خمس نوات على من يستخدمها. بل إن أحد أفواج الجيش أقدم على إعدام حاملي النقود، رفعوا جثثهم أمام الملأ والأموال مثبتة عليهم.
نتيجة للصعوبات المرتبطة باستخدام الأموال، كان المعروض من الغذاء والسلع الأساسية من الداخل الجمهوري ضعيفاً، انخفضت قيمة أموال نيكا بحلول يونيو 1946 إلى قيمة السوق السوداء البالغة 10% فقط من الأموال اليابانية (التي كانت لا تزال العملة المفضلة في جميع أنحاء جاوة)، على الرغم من المحاولات الهولندية لفرض المعدل.

### الروبية الإندونيسية الأولى – في جاوة

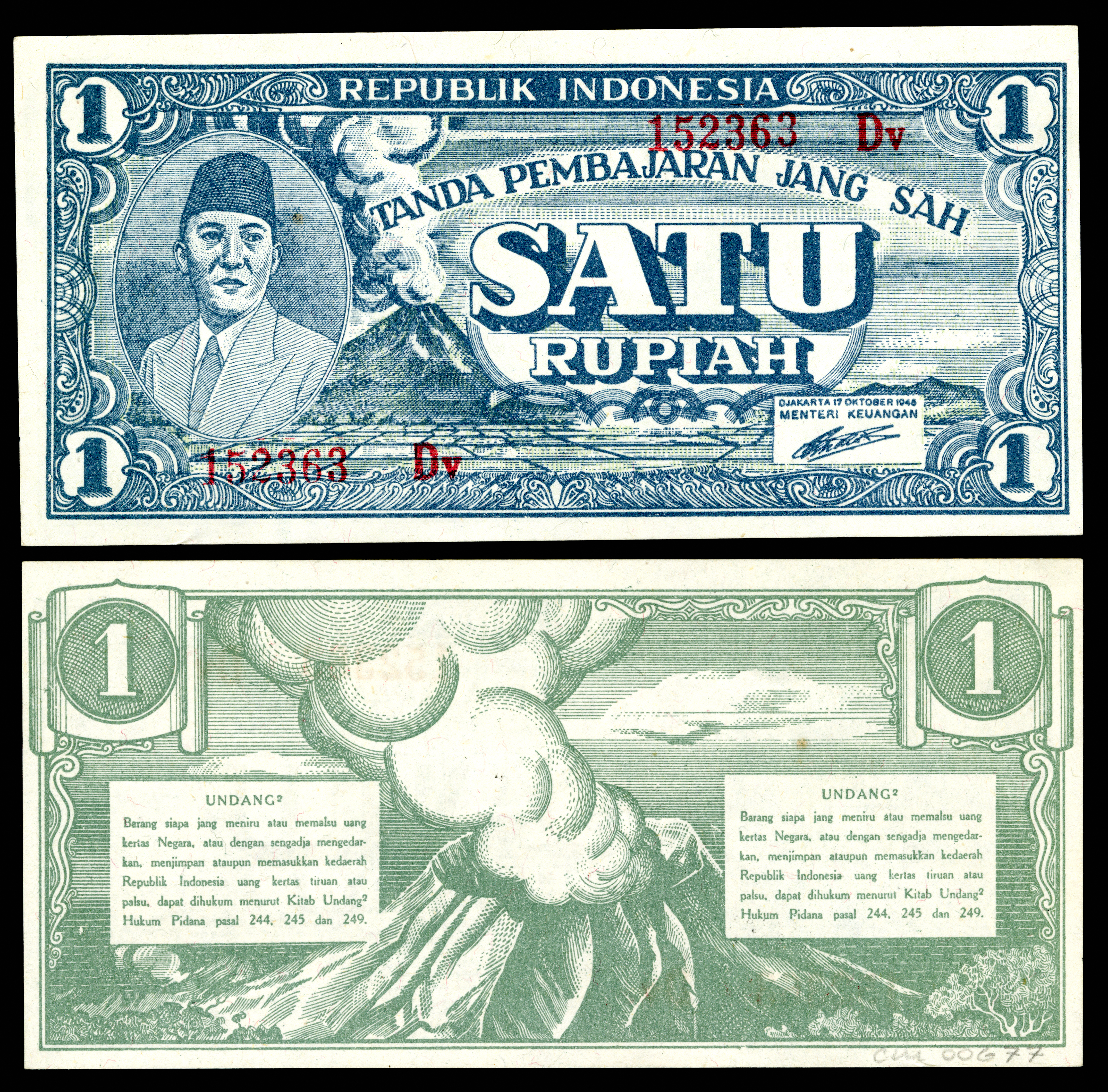
روبية واحدة من الإصدار الأول (١٩٤٥) من أوراق جمهورية إندونيسيا النقدية. صورة سوكارنو على الوجه، وبركان مدخن على الوجه الآخر.

على الرغم من معارضة الحكومة الجمهورية الشديدة لاستخدام أموال مؤسسة النقد الهولندية، رأت أن استبعادها يُشكل أداة مهمة في القتال ضد الهولنديين، فإن قضية أموالها الخاصة كانت أكثر أهمية.
بعد إعلانهم في 2 أكتوبر بشأن عملة نيكا، أعلنوا في اليوم التالي أن العملة اليابانية وكذلك العملة الهولندية قبل نيكا سوف تكون مناقصة قانونية في الجمهورية، أن كلاهما يحملان نفس القيمة، على الرغم من الكمية المتضخمة للغاية من الأموال اليابانية المتداولة، وهو ما يعكس جزئيًا حقيقة أن العملة الهولندية لم تعد مدعومة باحتياطيات الذهب، حيث إخلاء الذهب في الجزء المبكر من الحرب.
كان البريطانيون أبلغوا الإندونيسيين بأن إصدار عملة إندونيسية سيكون بمثابة انتحار مالي وسياسي، لكن عزيمتهم كانت حازمة. أوراقهم النقدية الأولى، المؤرخة عام 1945، قيد الإعداد عندما استولى الحلفاء (الذين ضموا البريطانيين آنذاك، والمكلفين باستعادة النظام)، على مطابع إندونيسيا وجميع أموالها في هجومهم الناجح على جاكرتا في يناير 1946.
نجت ألواح الطباعة من الهجوم، ومع القرار الهولندي بإدخال جولدن نيكا إلى جاوة في مارس 1946، الذي اعتبر عملاً هجومياً، واصل الإندونيسيون عملية إعادة الطباعة، وهو العمل الذي حفزه، كما فعل الهولنديون، تناقص الإمدادات من الأموال اليابانية من خزائن البنوك في المدن التي يُسيطرون عليها (حوالي 600 مليون روبية يابانية).
بما أن الموارد الإندونيسية أصبحت أقل كثيراً من الموارد الهولندية، ولم يكن تحت تصرفهم سوى مطابع G. Kolff & Co Malang الصغيرة لطباعة الأموال، استغرقت عملية طباعة الأموال عدة أشهر حتى يوليو 1946.
أعلنت الحكومة الجمهورية أن البنك المركزي الجديد لإندونيسيا سيكون بنك نيجارا إندونيسيا، الذي تأسس في 5 يوليو 1946، يشغل مكاتب بنك دي جافاشي في يوجياكارتا، معقل الجمهورية.
صدرت الروبية الإندونيسية لأول مرة بموجب إعلان صادر في 3 أكتوبر 1946. في العام السابق تقريبًا، كانت العملة اليابانية وسيلة حيوية لنقل البضائع الجمهورية إلى المناطق الهولندية، أنهى المرسوم هذا الوضع: كان من المقرر إيداع جميع الأموال اليابانية في بنوك الجمهورية بحلول 30 أكتوبر 1946. وإذا استطاع المودعون توضيح كيفية الحصول على الأموال، فسيكونون مؤهلين للحصول على "أوانغ ريبوبليك إندونيسيا" (ORI) جديدة بسعر صرف 50 روبية يابانية لكل 1 روبية إندونيسية. أُعيد تقييم الديون المستحقة وفقًا لتاريخ إصدارها، حيث حُولت الديون الناشئة قبل عام 1943 (قبل التضخم الناجم عن اليابان) إلى قيمتها الاسمية، والديون من عام 1943 إلى عام 1945 إلى 20 إلى 1، وتلك الناشئة في ذلك العام بنفس النسبة 50 إلى 1.
استُمدت هذه السياسة الانكماشية من الأموال الهولندية التي ضخها وزير المالية الهولندي بيتر ليفتينك (الذي أصبح لاحقًا المدير التنفيذي للبنك الدولي وصندوق النقد الدولي)، الذي درب سوميترو دجوجوهاديكوسومو (عاد إلى إندونيسيا مع العديد من الإندونيسيين المتعلمين بعد الحرب) في الاقتصاد بجامعة هولندا. وكما هو الحال في هولندا، يُمنح كل مواطن 1 روبية لبدء تداول النقود الجديدة. وأُعلنت الأموال غير المودعة بعد أكتوبر عديمة القيمة.
وقيل إن الروبية الواحدة من العملة الجديدة تساوي 0.5 غرامات من الذهب، وهو سعر مماثل للعملة الهولندية قبل الحرب (والتي كانت تحتوي على 3 غرامات من الذهب الخالص في عملة 5 غولدن و6 غرامات في عملة 10 غولدن، على الرغم من أن هذا لم يكن مدعومًا باحتياطيات معدنية، بل كان مجرد إعلان عن القدرة الشرائية.
نتيجة للخوف من عدم إرجاع الأموال المودعة، شهدنا عمليات شراء بدافع الذعر للسلع في الأيام التي أعقبت المرسوم، ارتفعت أسعار المواد الغذائية (بالعملة اليابانية) بما يصل إلى 30 مرة، ارتفع سعر صرف الجولدن في السوق السوداء إلى 120 إلى 1.
مع انتهاء استخدام العملة اليابانية في معقل الجمهوريين الرئيسي في جاوة، كقناة اتصال بين المناطق الداخلية الجمهورية والمناطق الهولندية، اضطر الهولنديون إلى اتخاذ إجراء، منهين بذلك تبادل العملة اليابانية في 30 أكتوبر 1946، لِتجنب تدفق الأموال اليابانية غير المتداولة التي تجلب للتبادل بعملة نيكا (الغولدن). هكذا، في جاوة، كانت هناك عملتان متداولتان: غولدن نيكا الهولندي الصادر عام 1943، في المناطق الخاضعة للسيطرة الهولندية، وأو آر آي الصادر عام 1945 في المناطق الإندونيسية.
كانت المقاومة الإندونيسية مجزأة للغاية، أقوى في القرى الريفية، كانت تفتقر إلى القدرة على توفير المال في جميع أنحاء امتدادها، واستمر استخدام الأموال اليابانية في بانتن، جاوة الغربية، وكذلك في جميع أنحاء جمهورية سومطرة.
لم يكن هناك سعر صرف رسمي بين غولدن نيكا والروبية الإندونيسية، ولكن مع الدعم الشعبي القوي للروبية، قُيمت 1 روبية أوري في البداية بخمسة غولدن نيكا. ومع ذلك، انخفضت قيمة العملة بسرعة، حيث انخفضت إلى غولدنين في غضون أسبوع واحد، مع تقييم السوق لقيمتها العادلة، وبحلول نهاية عام 1946، وصلت قيمتها إلى قيمتها الاسمية. وبحلول مارس 1947، بلغت قيمتها نصف غولدن، وبحلول يوليو 0.3 غولدن. كان سبب هذا التضخم هو الحكومة الجمهورية، التي كانت تطبع النقود للوفاء بالتزاماتها في مواجهة دخلها المحدود. وبحلول يناير 1947، طُبعت 310 ملايين روبية في جاوة الجمهورية وحدها، أي نصف إجمالي المعروض النقدي من غولدن ما قبل الحرب.
بسبب محدودية قدرة الحكومة على الطباعة، ركزت على طباعة أوراق نقدية من فئة 100 روبية. أدى قلة المعروض من الأوراق النقدية الأصغر حجمًا إلى انخفاض قيمة أوراق الـ 100 روبية مقارنة بمجموعة أوراق نقدية أصغر حجمًا. لم يؤد تفشي التزوير إلا إلى تفاقم تضخم العملة الإندونيسية.
رغم القوانين التي سُنت لِوقف احتكار السلع، لم يحافظ على الثقة بالعملة. في جاكرتا، انخفضت قيمة العملة الإندونيسية أكثر من أي مكان آخر، نتيجة للطلب المتزايد على السلع المستوردة المقومة بعملة نيكاراغوا. ولم تفلح محاولات الجمهوريين للحفاظ على قيمة العملة الإندونيسية (التي كانت مدعومة إلى حد كبير بإمدادات الأرز من جاوة الداخلية) إلا في إبطاء تدهورها، بدلاً من إيقافه.
على مدى سنوات الثورة الإندونيسية، صدرت ثلاثة إصدارات أخرى من الأوراق النقدية، طبعت جميعها في يوجياكارتا، اثنان منها في عام 1947 وحده، بينما صدر إصدار رابع، أكثر محدودية في العدد، في عام 1948.

### العملة الهولندية من عام 1947 إلى عام 1949
أصدر الهولنديون عملات جديدة ابتداءً من يوليو 1947، على شكل أوراق نقدية ثنائية اللغة هولندية/إندونيسية من بنك "دي جافاشي". صدرت هذه الأوراق النقدية عام 1946، تألفت من فئات 5 غولدن (بنفسجية)، 10 غولدن (بنفسجية)، و25 غولدن (حمراء).
سرعان ما نفد مخزون هذه العملات، فأعادت الإدارة تداول جميع أوراق دي جي بي (DJB) والأموال الحكومية الصادرة قبل الحرب، مع تداول الأوراق النقدية غير المصنعة والمخزنة في الخزائن. أدى ذلك إلى زيادة بنسبة 50% في كمية النقود المتداولة بين عامي 1947 و1949. كما أصدرت الإدارة عملات برونزية وفضية بالفئات الأصلية لما قبل الحرب، سُكت بين عامي 1943 و1945 في الولايات المتحدة، بسبب التضخم، ارتفعت قيمة هذه العملات كخردة، وحُول الكثير منها إلى سلع منزلية ومصنوعات فضية. ونتيجة لذلك، أصدرت بدلاً من ذلك أوراقًا نقدية من فئة 10 و25 سين، اعتبارًا من 1 ديسمبر 1947. كانت هذه الأوراق النقدية ناجحة لأنها كانت باللغة الإندونيسية (مع الهولندية والإندونيسية على الوجه الآخر) ويقال إنها صدرت من قِبل "إندونيسيا" (وهي جمهورية نيكاراغوا)، واستمرت الحكومة الإندونيسية في استخدامها حتى بعد الاستقلال، حتى عام 1951، عندما حصلت إندونيسيا على عملاتها المعدنية الأولى.

### الأوراق النقدية المحلية لجمهورية إندونيسيا، 1947–1949
بما أن الحكومة الجمهورية لم تكن لها سيطرة فعلية على إندونيسيا خارج جاوة، فقد شرعت، منذ عام 1947، في 26 أغسطس 1947، قانونًا يسمح للمراكز الإقليمية في سومطرة وجاوة بإصدار عملتها الخاصة لتحل محل العملة اليابانية، مع إمكانية استبدالها بعملة ORI حقيقية عند حلول وقت السلم، وذلك جزئيًا لِمنع تداول غولدن نيكا. أصدرت ما لا يقل عن ثلاثين مدينة ومنطقة مختلفة في سومطرة عملاتها الخاصة، وفعلت ذلك حوالي اثنتي عشرة مدينة في جاوة، بدءًا من بانتن في ديسمبر 1947.
أُشير إلى مكان الإصدار على الأوراق النقدية كانت بتصميمات مختلفة عن العملة الوطنية.

## 1949–1958: الاعتراف بالاستقلال، و"الروبية الإندونيسية" الجديدة

### 1950–1952 الاعتراف باستقلال إندونيسيا
عقد في نوفمبر 1949، مؤتمر المائدة المستديرة الهولندي الإندونيسي في لاهاي، حيث توسط في تحقيق السلام والاعتراف باستقلال الدولة الإندونيسية، باعتبارها جمهورية إندونيسيا (الولايات المتحدة الإندونيسية)، وهي اتحاد من الدول يتكون من جمهورية إندونيسيا (جمهورية جاوة وسومطرة)، إلى جانب خمس عشرة ولاية أخرى.
نص الاتفاق على احتفاظ هولندا بنفوذها الاقتصادي على الجمهورية إلى أن تسدد إندونيسيا ديونها المتراكمة على نيكا خلال الحرب مع إندونيسيا. أُتفق على إعادة بنك دي جافاشي، وهو بنك هولندي خاص، إلى منصبه كبنك مركزي لإندونيسيا، على الرغم من استياء القوميين الإندونيسيين، وتحويل بنك BNI الذي أنشأته إندونيسيا إلى بنك تنمية.
صدر إصدار قصير من الأوراق النقدية من قِبل "جمهورية إندونيسيا سيريكات"، اعتبارًا من يونيو 1950، تتكون من أوراق نقدية من فئة 5 و10 روبية، ولكن مع اندماج الولايات المنفصلة في جمهورية إندونيسيا في مارس وأبريل 1950، ومع الإعلان الرسمي عن جمهورية إندونيسيا الموحدة الذي أكده في 17 أغسطس 1950، كان هذا المال قصير الأجل.

#### قطع سجافرودين
قررت جمهورية إندونيسيا الجديدة معالجة حجم النقد المتداول (بموجب المعاهدة، كان على الحكومة قبول غولدن نيكا كعملة قانونية أيضًا)، بلغ 3.9 مليار روبية. تنوعت العملات المتداولة بشكل كبير، بما في ذلك الروبية المحلية والوطنية، الروبية اليابانية، عملات ما قبل الحرب، وعملات نيكا الهولندية.
نظرًا لكثرة العملة، سعى وزير المالية، سجافرودين براويرانيغارا، إلى خفض المعروض النقدي إلى النصف. صدر هذا الإصلاح في 19 مارس 1950. كان على الناس قطع جميع أوراقهم النقدية من فئة 5 غولدن وما فوق إلى النصف، مع استبدال النصف الأيسر بأوراق نقدية جديدة، النصف الأيمن بسندات حكومية بفائدة 3%. بالإضافة إلى ذلك، كان من المقرر أيضًا استخدام نصف جميع الودائع المصرفية التي تزيد عن 400 روبية قسرًا لشراء السندات الحكومية.
كجزء من عملية التبادل، أُلغيت أيضًا العملات المحلية وجمهورية إندونيسيا، لم تعد جميع الأوراق النقدية القديمة لجمهورية إندونيسيا صالحة بعد 1 مايو 1950. استُبدلت 125 روبية من أول روبية "جمهورية إندونيسيا" (الصادرة في جاوة) بروبية واحدة من أوراق إندونيسيا بنغلاديشية الجديدة. وطُبقت أسعار صرف أعلى للعملات المحلية، التي انخفضت قيمتها بشكل كبير نتيجةً لطباعة الجيش المفرطة للنقود. سعر صرف روبية آتشيه "بارو" التي خُفضت قيمتها مؤخرًا قابلًا للصرف بسعر 1.75 روبية مقابل 1 روبية.

### 1951: تأميم بنك دي جافاشي – التحول إلى بنك إندونيسيا
بسبب الرغبة في إزالة نفوذ DJB، الذي يهيمن عليه الهولنديون وشعروا بأنه تأثير أجنبي غير مرغوب فيه على البلاد، وإلى التوترات المشتعلة الناجمة عن رفض الهولنديين نقل أراضي غينيا الجديدة الهولندية إلى الجمهورية، تحركت الحكومة لتأميم البنك الهولندي. تضمن هذا الإجراء، أُعلن عنه في 30 أبريل 1951، إلغاء قانون بنك جاوة القديم لعام 1922، منع المواطنين غير الهولنديين من امتلاك أسهم في البنك، والمفاوضات مع بورصة أمستردام. أتفق على الشراء بنسبة 120٪ من قيمة البنك (التي قُدرت بـ 9 ملايين غولدن هولندي)، مع الرأي الهولندي الذي يرى أن البنك كان أصلًا إندونيسيًا بشكل صحيح، بالتالي كان التأميم إجراءً صحيحًا. انتهى من التأميم في 15 ديسمبر 1951، وأصبح DJB مؤسسة حكومية في إندونيسيا.
بالإضافة إلى قانون التأميم هذا، أصدرت الجمهورية في 3 أكتوبر 1951 قانون طوارئ بشأن العملة السارية، لإلغاء قانون إنديش مونتويت لعام 1912، كان لا يزال يحكم العملة السارية في إندونيسيا. كانت نتيجة القانون الجديد إلغاء العملات الهولندية القديمة وإصدار عملات الروبية الإندونيسية بفئات 1، 5، 10، 25 و50 سينًا تحت إشراف الحكومة الإندونيسية. كان من المقرر سحب الأوراق النقدية الهولندية ذات الفئات الصغيرة في الوقت المناسب. شهد هذا القانون إصدار أول عملة لجمهورية إندونيسيا، من فئة 1 و 1⁄22 روبية، استمرارًا للانقسام بين فئات أقل من 5 جولدن و5 جولدن وما فوق بين الدولة والبنك المركزي الذي بدأه الهولنديون.

### 1953–1958: ولادة بنك إندونيسيا
من أجل أن تتمكن من وقف إصدار أموال "بنك دي جافاشي" المستاءة، أكملت الحكومة إندونيسيا لبنك دي جافاشي، حيث أصبح البنك بنك إندونيسيا في 1 يوليو 1953 بموجب القانون الرئيسي لبنك إندونيسيا لعام 1953. البنك مسؤولاً عن إصدار الأوراق النقدية من فئة 5 روبية وما فوق (كما كان الحال مع بنك دي جافاشي)، ظهرت أول عملة لبنك إندونيسيا في عام 1953.

## 1959–1965: انخفاض قيمة العملة وتصاعد التضخم
عانى الاقتصاد من التضخم، تضاعفت الأسعار ثلاثة أضعاف بين عامي 1953 و1959، أراد سوكارنو خفض قيمة العملة. أدى الخلاف حول هذه السياسة إلى نهاية ولاية لوكمان حكيم كمحافظ لبنك إندونيسيا في 31 يوليو 1959، حيث حلّ محله سويتيكنو سلاميت.
مع استبدال الحاكم السابق الرافض، خُفض سعر الصرف الرسمي في 1 أغسطس 1959 بنسبة 75%، من 11.4 روبية إلى 45 روبية للدولار الأمريكي (السعر غير الرسمي حوالي نصف ذلك، كان 3.8 روبية للدولار في عام 1949). بالإضافة إلى ذلك، خُفضت قيمة الأوراق النقدية من فئتي 500 روبية و1000 روبية بنسبة 90% في 24 أغسطس 1959 إلى 50 و100 روبية. كانت الأوراق النقدية المتأثرة هي فئة 500 غولدن الصادرة عام 1946، فئة 500 و1000 روبية الصادرة عام 1952.
وهكذا، اعتباراً من سبتمبر 1959، أكبر ورقة نقدية متداولة في إندونيسيا هي 100 روبية.

## 1965–1991: إعادة تقييم الروبية بمقدار 1000 إلى 1
التضخم الجامح، بلغ 27% في عام 1961، لكنه قفز إلى 174% في عام 1962، وبحلول عام 1965 كان 600%، شهد أكبر فئة من الأوراق النقدية زيادة بمقدار 100 ضعف، من 100 روبية في سبتمبر 1959، إلى 1000 روبية في مايو 1960، إلى 5000 في أكتوبر 1963 وأخيرًا 10,000 روبية في أغسطس 1964. نتيجة لذلك، خلال الاضطرابات السياسية الإندونيسية عام 1965، قُدمت"الروبية الجديدة" في 13 ديسمبر 1965، بمعدل 1000 من الوحدة القديمة. حُسب مؤشر الأسعار في نهاية عام 1965 عند 363 مرة أعلى من عام 1958، ارتفعت الأسعار حوالي سبع مرات خلال الأشهر الـ 12 السابقة. من حيث القيمة الحقيقية (أي مع الأخذ في الاعتبار التضخم)، قُدر أن العامل في جاكرتا كسب 40 في المائة من دخله في عام 1958. على الرغم من أن انخفاض قيمة الأوراق النقدية كان 1000 إلى 1، فقد قُدرت الأسعار لتهبط بمقدار 10 مرات فقط.
كان لهذا الانخفاض في القيمة الأثر الجانبي المتمثل في توحيد الروبية الإندونيسية مع روبية رياو (استمرت روبية إندونيسية الغربية حتى عام 1971). تراوحت فئات الروبية الجديدة من 1 سين (بلا قيمة حتى في وقت الإصدار) إلى 100 روبية، مع إضافة 500 و1000 روبية بعد فترة وجيزة.
بحلول عام 1968، أسس نظام سوهارتو الجديد، ومُنح بنك إندونيسيا، اعتبارًا من عام 1968، الحق الوحيد في إصدار الأوراق النقدية (بما في ذلك الأوراق النقدية التي تقل عن 5 روبية) بالإضافة إلى العملات المعدنية (التي كانت في السابق إصدار الحكومة المركزية)، قامت بها في نطاق من 1 إلى 1000 روبية. في عام 1970، أضافت إندونيسيا أوراقًا نقدية من 5000 و10,000 روبية إلى النطاق في عام 1970، بينما، مع السيطرة على التضخم أخيرًا، أعيد طرح العملات المعدنية، بدءًا من 1 روبية، يتراوح ما يصل إلى 100 روبية. شهد سبتمبر 1975 سحب الأوراق النقدية التي تقل عن 100 روبية بشكل دائم من التداول.

## 1992–1999: قبل الأزمة المالية الآسيوية وبعدها
بحلول عام 1992، أصبحت قيمة الروبية أقل من خمس ما كانت عليه عندما طُرحت ورقة نقدية من فئة 10 آلاف روبية في عام 1970، لذلك انتجت ورقة نقدية من فئة 20 ألف روبية، كانت أكبر ورقة نقدية شهدتها إندونيسيا على الإطلاق في ذلك الوقت.
أدت الأزمة المالية الآسيوية عام 1997 إلى انخفاض قيمة الروبية بأكثر من 80٪ في غضون بضعة أشهر، كانت عاملاً رئيسياً في الإطاحة بحكومة الرئيس سوهارتو. كان سعر صرف الروبية يتراوح بين 2000 و3000 روبية للدولار الأمريكي، وصلت إلى أدنى مستوى لها عند 16,800 روبية للدولار في يونيو 1998. تدهورت قيمة العملة، التي كانت مستقرة نسبياً في السنوات السابقة. ولم تتخذ الحكومة أي إجراء لإلغاء أو إعادة تقييم الأوراق النقدية، واكتفت "ديريكسي 1998" بإعادة تصميم أوراق النقد من فئتي 10,000 و20,000 روبية.
شهد "عام 1999" تصميمًا جديدًا لسوبراتمان للعملة فئة 50 ألف روبية، لتحل محل العملة التذكارية لسوهارتو، الذي استقال بعد أكثر من 30 عامًا من رئاسة إندونيسيا في أعقاب الأزمة.
في عام 1999، توسعت تشكيلة الأوراق النقدية بفئة جديدة قدرها 100 ألف روبية، بلغت قيمتها آنذاك نحو 12 دولاراً أميركياً.
طُبعت 500 مليون ورقة نقدية من فئة 100,000 روبية مصنوعة من البوليمر، على أن تُصدر جميعها خلال شهر نوفمبر 1999. كان هذا جزءًا من استعدادات إندونيسيا لأزمة الألفية، خشية أن يكون هناك طلب كبير على النقود بعد العام الجديد. اختير البوليمر لأنه، وفقًا لبنك إندونيسيا، سيكون من الصعب تزوير البلاستيك وسيدوم لفترة أطول. مع ذلك، لم تكن الأوراق النقدية شائعة في البنوك لأن آلات العد لم تتمكن من عدها بدقة وكانت هناك مشاكل في التصاق الأموال ببعضها البعض بسبب حرارة الآلة، عادت إندونيسيا إلى استخدام الأوراق النقدية الورقية.

## 2000–2005: إعادة تصميم جميع فئات الأوراق النقدية في إندونيسيا
"Direksi 2000" جلب معه ورقة نقدية جديدة من فئة 1000 روبية، بعد توقف عن إصدار أوراق نقدية من فئة 100 و500 روبية بسبب الانخفاض الكبير في قيمة العملة الإندونيسية.
"ديركسي 2001" أعاد تصميم الأوراق النقدية من فئة 5000 روبية، في حين أنهى "ديركسي 2004" استخدام الأوراق النقدية البوليمرية من فئة 100,000 روبية، استبدلها بتصميم ورقي، فضلاً عن إصدار ورقة نقدية جديدة أكثر أمانًا من فئة 20,000 روبية.
أعاد "Direksi 2005" تصميم الأوراق النقدية من فئة 10000 و50000 روبية.

## 2016: جميع فئات الأوراق النقدية والعملات المعدنية الجديدة في إندونيسيا
في 19 ديسمبر 2016، أطلق بنك إندونيسيا التصميم الجديد كليًا للعملات الورقية والمعدنية الروبية. وبدأ بوضع عبارة "جمهورية إندونيسيا" على أوراقه النقدية، بدلاً من شعار بنك إندونيسيا على التصميم السابق. بدأ تطبيق هذه الممارسة سابقًا على ورقة الـ 100,000 روبية الصادرة عام 2014، استنادًا إلى تصميم عام 2004.

## 2022: إعادة تصميم الروبية
في 18 أغسطس 2022، قدّم محافظ بنك إندونيسيا، بيري وارجيو، وزيرة المالية الإندونيسية، سري مولياني إندراواتي، تصميمًا جديدًا لأوراق النقد لعام 2016. احتفظ التصميم بصور أوراق النقد لعام 2016، مع تحسين تباين الألوان بين الأوراق النقدية، وإضافة حبر مغناطيسي كسمة أمان، وغير ذلك الكثير.

## خطط لإعادة تسمية الروبية
في أغسطس 2010، اقترح بنك إندونيسيا إعادة تسمية الروبية عن طريق حذف آخر ثلاثة أرقام صفرية (القسمة على 1000). تهدف إعادة التسمية إلى تبسيط المعاملات اليومية، غالبًا ما تصل إلى ملايين الروبيات. من المقرر الانتهاء من الخطة قيد الدراسة بحلول عام 2015 على أقرب تقدير، لكن من المرجح بحلول عام 2020. من شأنها أن تخفض سعر الصرف مع الدولار الأمريكي من حوالي 14600 روبية (قديمًا) إلى 14.6 روبية (جديدًا). أثارت الخطة قلقًا عامًا من أن السياسة النقدية تخفض قيمة العملة. أعلن محافظ بنك إندونيسيا دارمين ناسوتيون على الفور أن إعادة تسمية العملة الوطنية المخطط لها لن تسبب أي خسائر مالية حيث أن الإجراء لن يؤدي إلا إلى حذف بضعة أصفار من الفئات الحالية.
في عام 2023، أكد محافظ بنك إندونيسيا بيري وارجيو أن البنك المركزي فكر في إعادة تسمية العملة لفترة طويلة؛ ومع ذلك، من أجل ضمان نجاحه، يجب تحقيق ظروف اقتصادية كلية، سياسية ونقدية مستقرة، وبالتالي يجب أن يكون التوقيت مناسبًا. كما ذكر أن العملية مدرجة في خطط بنك إندونيسيا للفترة 2020-2024؛ ومع ذلك، بسبب جائحة فيروس كورونا، لم تتحقق.